# Stachys mucronata
Stachys mucronata là một loài thực vật có hoa trong họ Hoa môi. Loài này được Sieber ex Spreng. miêu tả khoa học đầu tiên năm 1825.